# さしすせそ!?
『さしすせそ!?』は、1997年11月3日から12月26日にTBS系列「花王 愛の劇場」のシリーズとして放送された昼の帯ドラマである。全40回放送。黒沢淳の初プロデュース作品である。

## あらすじ
食品メーカーに勤めるOL・春香は異動を機に辞職する。自分の好きな料理を仕事にしようと、高級割烹料理店の親方に弟子入りを志願。そこでの修行を通しての成長と仲間や上司らの叱咤・激励を受けながら一流料理人への道を歩んでゆくというサクセスストーリー。

## キャスト
- 春香 - 森口博子
- 裕司 - 葛山信吾
- さとえ - 菅井きん
- 道夫 - 石塚英彦
- 誠 - でんでん
- 角田英介
- 伊藤美紀
- 大森暁美
- 夏実（春香の姉） - 戸川京子
- 武（春香の父） - 東野英心
- まなみ - 松原智恵子
- 健太 - 竜雷太

## スタッフ
- 脚本 - 中山乃梨子、相良敦子
- 演出 - 山内宗信、藤尾隆、黒沢淳
- プロデュース - 黒沢淳
- 制作 - テレパック、TBS

## 主題歌
- 「ひとりじゃないよ」

作詞：川咲そら／作曲：広瀬香美／編曲：門倉聡／歌：森口博子（KING RECORDS）